# Santa Maria Stella Matutina
Santa Maria Stella Matutina é uma igreja de Roma localizada na Via Lucilio, 2, no quartiere Trionfale, a oeste do Monte Mario, num bairro chamado "Il Belsito". É dedicada a Nossa Senhora sob o título de "Estrela da Manhã", uma referência ao seu papel como Vênus prenunciando o amanhecer de Cristo.

## História
As remotas origens desta paróquia remontam à fundação de um convento e um centro missionário das Irmãs da Caridade da Santa Cruz (em italiano:  Suore di Carità della Santa Croce) em 1935. Elas supervisionaram a construção de um complexo com base num projeto de Tullio Rossi, obra terminada em 1936, incluindo uma igreja com planta basilical.
Em 1951, a propriedade foi entregue aos jesuítas e uma nova paróquia foi instituída. A Sociedade permaneceu apenas uns poucos anos e, já em 1957, a propriedade estava sob o comando do clero da Diocese de Roma. A presente igreja foi projetada Ernesto Vichi e Aldo Aloysi e foi construída entre 1969 e 1970. Sua construção levou à demolição da igreja antiga de Rossi e de parte do claustro do convento para ampliar o espaço disponível. Além disso, o eixo principal da estrutura foi rotacionado em 90 graus e, assim, o altar-mor hoje está onde antes ficava o antigo jardim quadrado do claustro.

## Descrição

### Exterior
A igreja parece confusa à primeira vista, pois a parede que está de frente para rua é, na verdade, a lateral direita da igreja. Em outras palavras, o eixo principal da igreja está paralelo à rua e não perpendicular a ela. A planta é baseada numa cruz grega com braços largos. Os braços dianteiro e traseiro tem paredes laterais diagonais, com as portas de entrada nas do braço dianteiro. O braço do presbitério tem portas correspondentes que levam ao antigo convento, onde estão a sacristia e os escritórios da paróquia. Anexo à parede do fundo do braço da esquerda está uma pequena extensão retangular que abriga a Capela do Santíssimo Sacramento; a torre do campanário está encaixada no ângulo entre este anexo e o lado direito da parede fundo deste braço.
A estrutura é uma moldura de concreto armado preenchida por tijolos cor-de-rosa. Massivos pilares de concreto em formato de "L" estão nos cantos e suportam vigas de concreto horizontais que correm à toda volta da igreja. Porém, o teto é em formato de "V" invertido (duas águas) nos quatro braços da cruz, o que resulta em quatro espaços triangulares entre as vigas e a ponta do telhado nas extremidades dos braços.
O campanário é uma torre quadrada de tijolos bastante simples, com dois espaços para sinos de cada lado no topo. Estas aberturas são pentagonais, com lados verticais, topos triangulares e peitoris de pedra bem estreitos. Há uma cornija profunda e ligeiramente suspensa acima e, em cada canto dela, um par de cubos que se projetam. O topo é piramidal.

## Interior
O interior é um único e amplo espaço, com as paredes internas idênticas às externas: moldura de concreto preenchida por tijolos. O teto de concreto domina o ambiente com suas profundas vigas radiais se encontrando numa lanterna central: um efeito proposital para evocar o nome da igreja, "Estrela da Manhã".
A Capela do Santíssimo fica à esquerda e a de Nossa Senhora à direita. A grande janela à direita ostenta um vitral no seu painel central, "Natividade". O batistério abriga uma pia batismal que consiste de uma bacia rasa numa base formada por dois cubos de granito cinza. A bacia tem uma tampa de bronze com um peixe servindo de alça. Atrás, na parede, está um relevo do "Batismo de Cristo". A "Via Crúcis" é formada por pequenos relevos quadrados de bronze.
O altar-mor, isolado, tem uma base de doze cubos de granito cinza empilhados e fica no alto de uma plataforma com cinco degraus. Na parede do fundo está um crucifixo com o corpo de Cristo em bronze. Abaixo está um outro sacrário sobre um pilar; sua lâmpada indicativa da presença do Santíssimo está num candelabro formado por uma pilha de cubos correspondentes (menores). A frente atril está decorada por dois anjos estilizados num baixo-relevo de bronze.